# Julia Sebastián
Julia Sebastián, född 23 november 1993, är en argentinsk simmare.
Sebastián tävlade för Argentina vid olympiska sommarspelen 2016 i Rio de Janeiro, där hon blev utslagen i försöksheatet på 200 meter bröstsim.